# Гайсін Хасан Назірович
Хасан Назірович Гайсін (25 квітня [8 травня] 1908 — 12 серпня 1991) — учасник Другої світової війни, сержант, командир кулеметного розрахунку 700-го стрілецького полку 204-ї стрілецької дивізії 51-ї армії 1-го Прибалтійського фронту, Герой Радянського Союзу.

## Біографія
Хасан Гайсін народився в 1908 році в селі Караєво (в даний час в Куюргазинському районі Башкортастана) в сім'ї селянина-башкира. Закінчив чотири класи початкової школи в Караєво, після чого пішов працювати. З 1930 по 1942 працював бригадиром у колгоспі ім. Молотова Кумертауського району Башкортостану.
Покликаний у РСЧА 7 січня 1942 року. З 20 липня того ж року на фронті, у званні сержанта командував кулеметним розрахунком 700-го стрілецького полку 204-ї стрілецької дивізії 51-ї армії.
Воював на Калінінському, 1-му Прибалтійському, 3-му Білоруському фронтах. У лютому 1943 року в ході боїв на Воронезькому фронті за село Верхньо-Михайлівку вогнем свого кулемета знищив значні (до батальйону) сили противника, зірвавши всі німецькі контратаки. У боях під Вітебськом знищив кілька десятків ворожих солдатів. 5 березня 1943 року в боях у Харківській області командував 76-мм знаряддям, відображаючи ворожу танкову атаку, і підбив один танк. В ніч з 1 на 2 травня 1944 року біля села Степаньково Вітебської області фланговим кулеметним вогнем зірвав ворожу розвідку боєм, знищивши 13 солдатів противника. 24 червня 1944 року, підтримуючи вогнем станкового кулемета наступаючу піхоту при прориві оборони противника, за один день знищив 40 німецьких солатів і офіцерів; на наступний день біля населеного пункту Суйково Вітебської області, відображаючи контратаку ворожої піхоти за підтримки танків, втратив другого номера через поранення, але продовжував вести стрілянину один і за день знищив понад ста солдатів противника. У липні і серпні 1944 року придушував кулеметним вогнем контратаки противника у литовських сіл Скопишкіс і Расчунай, у двох боях знищивши близько 90 ворожих солдатів і офіцерів. 6 серпня брав участь у танковому десанті біля села Подскрапишка (Литва), завданням якого був прорив котла, в який потрапила 357-а стрілецька дивізія. В ході операції особисто очолив десантну групу на броні танка, захопив два ворожих 75-мм гармати і, розвернувши їх в бік противника, 25 снарядами знищив 80 німецьких солдатів і офіцерів; вісім солдатів противника сам Гайсін в цей день знищив автоматним вогнем.
У 1944 році вступив в партію. У червні 1944 року нагороджений медаллю «За відвагу» за дії під Вітебськом, в жовтні став кавалером ордена Слави III ступеня за бої в Латвії, в ході яких спочатку вів вогонь з кулемета один, втративши другого номера, а після виходу кулемета з ладу, вже будучи контужений розривом снаряда, продовжував вести по противнику автоматний вогонь і знищив до 15 ворожих солдатів. 24 березня 1945 року указом Президії Верховної Ради СРСР Хасану Назаровичу Гайсіну присвоєно звання Героя Радянського Союзу.
Після закінчення війни демобілізований, повернувся в рідний колгосп, в подальшому працював у Мурапталовському радгоспі. Помер у 1991 році, похований в селі Караєво. В честь Хасана Гайсіна названа вулиця в селі Кінья-Абиз (Куюргазинський район Башкортастану).

## Нагороди
- Медаль «Золота Зірка» Героя Радянського Союзу (№ 8739) (24.03.1945)[3]
- Орден Леніна
- Орден Вітчизняної війни I ступеня (06.04.1985)[4]
- Орден Слави III ступеня (07.12.1944)[5]
- Медалі, в тому числі:
  - Медаль «За відвагу» (11.07.1944)[6]
  - Медаль «За перемогу над Німеччиною у Великій Вітчизняній війні 1941—1945 рр.»
  - Медаль «20 років перемоги у Великій Вітчизняній війні 1941—1945 рр.»
  - Медаль «30 років перемоги у Великій Вітчизняній війні 1941—1945 рр.»
  - Медаль «40 років перемоги у Великій Вітчизняній війні 1941—1945 рр.»